# 398 TCN
398 TCN là một năm trong lịch La Mã.